# Hans Mariacher
Hans Mariacher (* 11. August 1910 in Kitzbühel; † 24. Juni 1985 ebenda) war ein österreichischer Skispringer und Skirennläufer.
Seinen ersten Erfolg erreichte Mariacher mit dem Gewinn des Slalom-Rennens in Kitzbühel 1931. Als Skispringer trat Mariacher nur bei einem einzigen internationalen Wettkampf an und erreichte beim Springen von der Normalschanze bei den Olympischen Winterspielen 1936 in Garmisch-Partenkirchen nach Sprüngen auf 65,5 m und 69,0 m den 25. Platz. Mariacher war neben Josef Klingler der erste Sportler aus dem Bundesland Tirol, der an Winterspielen teilnahm.
Nach seiner aktiven Karriere war Mariacher als Transportunternehmer aktiv und arbeitete zudem als Skilehrer und Bergführer in Kitzbühel.